# Sinoe-tó
A Sinoe-tó Romániában, Dobrudzsa nyugati részén található, Tulcea és Constanța megye határán. A Duna-delta hordalékából a Fekete-tenger hullámmorajlása hosszú törmelékgátakat épített a part közelében, a part és a törmelékgátak által határolt tenger lassan elsekélyesedett, és szárnylagunává alakult, amelyik azután teljesen elszigetelődött a tengertől. A Sinoe-tó a Razim-Sinoe tórendszer déli részét képezi. A tórendszeren belüli elhelyezkedése miatt és mivel nagy távolságra van a Dunavăț és a Dranov dunai mellékágaktól melyek édes vizet szállítanak a Razim-Sinoe tórendszerbe, a Sinoe-tó vizének megmaradt a viszonylag nagy sókoncentrációja, körülbelül 15 g/l. A tó területe 135,6 km², legmélyebb pontja 1,6 méter. A tó keleti partján találhatóak Histria városának maradványai.
Neve szláv eredetű, jelentése Kék-tó.